# De los besos que te di
"De los besos que te di" es una canción del cantautor mexicano Christian Nodal, fue lanzada el 15 de abril de 2019 como el tercer y último sencillo del segundo álbum de estudio de Nodal, Ahora. Fue escrita por Nodal, Edgar Barrera, José Esparza y René Humberto Lau Ibarra (Gussy Lau), y producida por Jaime González.

## Desempeño comercial
La canción fue un éxito comercial, alcanzando el puesto número 1 en la lista Monitor Latino Top 20 General Mexican Songs, convirtiéndose en la tercera entrada de Nodal en encabezar la lista. También alcanzó el puesto 12 en la Billboard Hot Latin Songs lista de Estados Unidos. La pista fue certificada Oro para música latina por parte de la RIAA en mayo de 2019.
La canción fue nominada a Canción regional del año en los Premios Billboard de la Música Latina 2020, pero finalmente perdió ante "Nunca Es Suficiente" de Natalia Lafourcade . La canción también fue nominada a los Latin Grammy Awards, pero la nominación al premio fue para los compositores José Esparza y Gussy Lau. A pesar de esto, la nominación se atribuye a Nodal en el sitio web oficial de los Grammy.

## Curiosidades
La canción fue dedicada por varios medios y notas periodísticas como el amor que surgió entre él y la cantante mexicana Belinda.

## Premios y nominaciones
| Ceremonia                    | Año  | Categoría                                  | Resultado | Ref.  |
| ---------------------------- | ---- | ------------------------------------------ | --------- | ----- |
| Billboard Latin Music Awards | 2020 | Mejor canción de regional mexicano del año | Nominada  | [ 7 ] |
| Latin Grammy Awards          | 2019 | Mejor canción grupera del año              | Nominada  | [ 8 ] |

## Listas musicales
| Lista (2019)                           | Mejor posición |
| -------------------------------------- | -------------- |
| Mexico Top 20 General (Monitor Latino) | 1              |
| Estados Unidos (Hot Latin Songs)       | 12             |